# Бедльно (Люблінське воєводство)
Бедльно (пол. Bedlno) — село в Польщі, у гміні Радинь-Підляський Радинського повіту Люблінського воєводства.
Населення — 296 осіб (2011).
У 1975-1998 роках село належало до Білопідляського воєводства.

## Демографія
Демографічна структура станом на 31 березня 2011 року:
|          | Загалом | Допрацездатний вік | Працездатний вік | Постпрацездатний вік |
| -------- | ------- | ------------------ | ---------------- | -------------------- |
| Чоловіки | 152     | 40                 | 92               | 20                   |
| Жінки    | 144     | 36                 | 80               | 28                   |
| Разом    | 296     | 76                 | 172              | 48                   |